# 重點斑鮃
重點斑鮃（学名：Pseudorhombus dupliciocellatus），又名雙瞳斑鮃、扁魚、皇帝魚、半邊魚、比目魚，为牙鮃科斑鮃屬下的一个种。